# ロバート・ウォーカー (作家)
ロバート・ウォーカー（Robert W. Walker、1948年 - ）は、アメリカ合衆国の推理作家。

## 経歴
ミシシッピ州コリントスで生まれ、イリノイ州シカゴで育ったため、何度も犯罪を目撃したことがある。シカゴのウェルズ高校卒業後、ノースウェスタン大学へ進学し、英語教育の学位を取得した。
影響を受けた作家や好きな作家に、ウィリアム・シェイクスピア、マーク・トウェイン、アレクサンドル・デュマ、マーティン・クルーズ・スミス、トマス・トンプソン、ロバート・ブロック、リチャード・マシスン、最近の作家では切り裂きジャックの正体を暴いたパトリシア・コーンウェルを挙げている。

## 作品リスト

### シリーズ作品
- 女検死官ジェシカ・コラン (Jessica Coran) シリーズ
  1. 女検死官ジェシカ・コラン Killer Instinct （1995年 / 1997年3月 扶桑社 瓜生知寿子訳）
  2. 第六級暴力殺人 Fatal Instinct （1995年 / 1997年12月 扶桑社 瓜生知寿子訳）
  3. ハワイ暗黒殺人 Primal Instinct （1994年 / 1999年1月 扶桑社 瓜生知寿子訳）
  4. ハートのクイーン Pure Instinct （1995年 / 1999年11月 扶桑社 瓜生知寿子訳）
  5. 洋上の殺意 Darkest Instinct （1996年 / 2002年1月 扶桑社 瓜生知寿子訳）
  6. 魔王のささやき Extreme Instinct （1998年 / 2002年12月 扶桑社 瓜生知寿子訳）
  7. ロンドンの十字架 Blind Instinct （2000年 / 2006年9月 扶桑社 瓜生知寿子訳）
  8. 肌に刻まれた詩 Bitter Instinct （2001年 / 2008年10月 扶桑社 瓜生知寿子訳）
  9. 死を呼ぶ聖句 Unnatural Instinct （2002年 / 2010年1月 扶桑社 瓜生知寿子訳）
  10. 倒錯の晩餐 Grave Instinct （2003年 / 2013年2月 扶桑社 瓜生知寿子訳）
  11. 悪魔に奪われた骨 Absolute Instinct （2004年 / 2015年6月 扶桑社 瓜生知寿子訳）
  12. The Edge of Instinct (2013)
  13. The Fear Collectors (2014)
- 刑事ルーカス・ストーンコート (Lucas Stonecoat) シリーズ 
  1. 暗黒のクロスボウ Cutting Edge （1997年 / 2000年4月 扶桑社 岡田葉子訳）
  2. 肩の上の死神 Doulbe Edge （1998年 / 2001年4月 扶桑社 岡田葉子訳）
  3. Cold Edge (2001)
  4. Final Edge (2004)
  5. The Edge of Instinct (2013)
- アラステア・ランサム (Alastair Ransom) シリーズ
  1. City for Ransom (2005)
  2. Shadows in the White City (2007)
  3. City of the Absent (2007)

### その他
- PSI: Blue Psychic Sensory Investigation(2006)
- Party of 8: The 1 That Got Away (2013)

### ロバート・ウォーカー以外の名義
- エヴァン・キングスバリー (Evan Kingsbury) 名義
  - Fire & Flesh (2003)
- グレン・ヘイル (Glenn Hale) 名義
  - Dr. O (1991)
- スティーヴン・ロバートソン (Stephen Robertson) 名義
  - Decoy (1989)
  - Blood Ties: Decoy 2 (1989)
  - Blood Tells: Decoy 3 (1990)
  - The Handyman (1990)
- ジェフリー・ケイン (Geoffrey Caine) 名義
  - Curse of the Vampire (1991)
  - Wake Of The Werewolf
  - Legion of the Dead (1992)
  - Making Connections: Teaching and the Human Brain (1994)
  - Education on the Edge of Possibility (1997)